# Stabby (noordelijk deel)
Stabby (noordelijk deel) (Zweeds: Stabby (norra delen)) is een småort in de gemeente Uppsala in het landschap Uppland en de provincie Uppsala län in Zweden. Het småort heeft 66 inwoners (2005) en een oppervlakte van 5 hectare. Het småort bestaat uit het noordelijk deel van de plaats Stabby.